# Antonio Arias
Antonio Arias Mujica (ur. 9 października 1944 w Santiago) – piłkarz chilijski grający podczas kariery na pozycji obrońcy.

## Kariera klubowa
Karierę piłkarską Antonio Arias rozpoczął w klubie Deportes Magallanes w 1965. W latach 1969–1978 był zawodnikiem Uniónu Española. Z Uniónem Española trzykrotnie zdobył mistrzostwo Chile w 1973, 1975 i 1977 oraz dotarł do finału Copa Libertadores 1975, gdzie Unión Española uległ argentyńskiemu Independiente Avellaneda.

## Kariera reprezentacyjna
W reprezentacji Chile Arias zadebiutował 18 sierpnia 1968 w wygranym 2-1 spotkaniu Copa del Pacifico z Peru.
W 1974 roku został powołany przez selekcjonera Luisa Álamosa do kadry na Mistrzostwa Świata w RFN. Na Mundialu Arias wystąpił we wszystkich trzech meczach z RFN, NRD i Australią. Ostatni raz w reprezentacji Arias wystąpił 2 lutego 1977 w przegranym 0-2 towarzyskim meczu z Paragwajem. 
Od 1968 do 1977 roku rozegrał w kadrze narodowej 30 spotkań.